# Alejandrino Maguiña
Alejandrino Maguiña Icaza (Huaraz, 1864 – Lima, 1935) fue un político, filósofo y catedrático universitario peruano. Partidario del presidente Augusto B. Leguía, fue ministro de Gobierno y Policía (1919), ministro de Justicia, Culto e Instrucción y presidente del Consejo de Ministros (1924-1926). Destacó como defensor de los indígenas.

## Biografía
Participó en la resistencia de la Sierra frente a los invasores chilenos y luchó en la batalla de Huamachuco (1883). Cursó estudios superiores en la Universidad Nacional Mayor de San Marcos donde obtuvo su bachillerato en Letras con su tesis La idea de lo bello, en la que realizó un estudio histórico-crítico sobre el concepto de la belleza (1893). Luego presentó su tesis doctoral La cuestión de lo bello, donde intentó delinear su concepto sobre el mismo asunto de la belleza, apoyándose en Ravaisson y Bergson (1894). Representante de la Filosofía positivista peruana, ejerció como catedrático de Metafísica en la Universidad de San Marcos. Escribió un texto de Metafísica.
Durante la presidencia de Manuel Candamo fue comisionado a Puno como para recoger información y recepcionar los memoriales presentados por los indios en Juli, donde estos protestaban por los abusos del subprefecto de la región (1903).
En 1904 fue prefecto de Apurímac. En 1905 inició su carrera en la magistratura como juez en Huaraz. En 1908 fue nombrado director general de Justicia. En 1909 pasó a ser vocal titular de la Corte Superior de Lima, cuya presidencia llegó a ejercer.  En tal calidad, se le encargó formar una comisión para investigar los sucesos de Urcón, Áncash, donde los indígenas se habían rebelado contra el propietario de esa parcialidad, José Olivari (1915). Denunció los abusos cometidos por los terratenientes (que incluía obligar a los indígenas a prestar servicios gratuitos y recibir pagos en especie) y propuso como solución la acción de las autoridades administrativas.
A menos de dos meses de iniciarse el segundo gobierno de Augusto B. Leguía (que luego se transformaría en el régimen de once años u Oncenio), fue designado ministro de Gobierno en reemplazo del renunciante Mariano H. Cornejo (agosto de 1919). En tal investidura se dirigió a la Asamblea Nacional el 13 de noviembre de 1919 para someterle un proyecto de ley sobre elección popular de los alcaldes y los concejos provinciales. La Asamblea dio pase al proyecto, pero se facultó la potestad de nombrar autoridades municipalidades provisionales mientras se efectuase la renovación contemplada en la ley. Pero a lo largo del Oncenio no se convocaron a elecciones municipales. El origen democrático de las municipalidades no se restituiría sino hasta 1963.
Posteriormente fue designado Ministro de Justicia, Culto e Instrucción, y tras la primera reelección de Leguía pasó a presidir el Consejo de Ministros, de 12 de octubre de 1924 a 7 de diciembre de 1926. Como suceso importante de su período, destaca la celebración de las fiestas del Centenario de la batalla de Ayacucho (diciembre de 1924) que fueron tanto o más fastuosas que las del Centenario de la Independencia de 1921. En noviembre del mismo año se produjo la sublevación de Arturo Osores y del coronel Samuel del Alcázar, en Chota, Cajamarca, que fue debelada por la fuerza armada. Paralelamente, entre 1924 y 1929, Maguiña fue senador por Junín.
El historiador Alfonso W. Quiroz, en su libro Historia de la corrupción en el Perú, refiriéndose a la extendida corrupción pública del gobierno de Leguía, menciona que un informe confidencial de un diplomático estadounidense señalaba que la razón por la que Maguiña aceptó participar en política era para «hacer dinero». Y como indicio de que, efectivamente, algo turbio hubo en su gestión, Maguiña renunció tras ignorar reiteradamente los requerimientos del Congreso para que rindiera cuentas de los gastos hechos desde 1923 en la construcción de planteles escolares. Y así como él, varios otros ministros del leguiísmo suscitaron fuertes sospechas de corrupción.